# برتون، لینکلن‌شر
برتون (به انگلیسی: Burton) یک روستا و محله مدنی در انگلستان است که در لینکلن‌شر واقع شده‌است. برتون ۶۲۵ نفر جمعیت دارد.